# Пјано дел Черо (Пескара)
Пјано дел Черо (итал. Piano del Ciero) је насеље у Италији у округу Пескара, региону Абруцо.
Према процени из 2011. у насељу је живело 50 становника. Насеље се налази на надморској висини од 258 м.